# Гиоргадзе, Игорь Пантелеймонович
И́горь Пантеле́ймонович Гиорга́дзе (Георга́дзе) (груз. იგორ პანტელეიმონის ძე გიორგაძე) — грузинский политический деятель, ветеран советских и грузинских спецслужб. Бывший сотрудник КГБ Грузинской ССР (1973—1991) и министр госбезопасности Грузии (1993—1995), генерал-лейтенант. В настоящее время — лидер партии «Справедливость».

## Биография и карьера
Родился 23 июня 1950 года в г. Зайсан (Восточно-Казахстанская область), на границе СССР и Китая, в семье офицера-пограничника. Отец — Пантелеймон Иванович Гиоргадзе (1925—2009), грузин, генерал, последняя госдолжность — первый заместитель командующего Закавказским пограничным округом Вооружённых Сил СССР. В независимой Грузии П. И. Гиоргадзе известен c 1992 года как лидер Единой коммунистической партии Грузии. Мать — Валентина Ивановна (1929—2012), русская, педагог начальных классов.
Игорь воспитывался в Грузии. В 1967 году окончил среднюю школу, получил также музыкальное образование по классу скрипки.
В 1973 году окончил Высшую школу КГБ СССР в Москве, получил диплом юриста-правоведа со знанием иностранных языков. В совершенстве владеет грузинским, русским, знает турецкий, французский, говорит на сербскохорватском и азербайджанском языках.
С 1973 по 1991 год в штате КГБ Грузинской ССР. В 1980—1981 годах в составе отряда специального назначения КГБ СССР «Каскад» принимал участие в оперативно-боевых действиях в Афганистане (в г. Кандагаре). Имеет 15 правительственных наград СССР, в том числе медаль «За боевые заслуги». За проведение острого оперативного мероприятия был удостоен в СССР звания «Почётный сотрудник госбезопасности».
В 1993 году был назначен министром государственной безопасности Республики Грузия. В этой должности активно развивал контакты со спецслужбами России, а также США, Турции, Армении, Азербайджана, Украины, ЮАР и других стран. За этот период приобрёл контакты среди своих иностранных коллег, влиятельных политиков и государственных деятелей.
С начала 1994 года стали очевидными политические разногласия между Гиоргадзе и Эдуардом Шеварднадзе, который в это время возглавлял Госсовет Грузии и был её руководителем. Шеварднадзе стал открыто и активно проводить курс на конфронтацию с Россией и интеграцию Грузии в НАТО. Согласно интервью Гиоргадзе, Шеварднадзе считал, что Грузия должна стать для США «вторым Израилем» в Закавказье, а Игорь Гиоргадзе был сторонником внеблокового статуса Грузии и считал, что Грузия должна стать «Закавказской Швейцарией».
После покушения 29 августа 1995 года неизвестных лиц на Шеварднадзе Гиоргадзе был освобождён с занимаемой должности и уехал в Москву. В октябре 1995 года он опубликовал в российской прессе «открытое письмо» Шеварднадзе (статья называлась «Ласковый диктатор»), в котором обличал Шеварднадзе, как коррупционера и обвинял его в развязывании в августе 1992 года войны в Абхазии. После этой публикации прокуратура Грузии объявила Гиоргадзе в международный розыск, как причастного ко взрыву автомобиля во дворе рабочей резиденции Шеварднадзе и покушению на него.
Судебный процесс по факту покушения на Шеварднадзе, провозглашённый в Грузии «процессом века», проходил в 1997—1998 годах, на нём были допрошены 168 потерпевших, 14 подсудимых и 365 свидетелей. В ходе суда, по мнению Гиоргадзе, не было представлено ни одного вещественного доказательства и не получено ни одного свидетельского показания о его причастности к покушению на Шеварднадзе. Несмотря на это грузинская прокуратура объявила Гиоргадзе в международный розыск через Интерпол.
С периода 2003 по 2012 год Гиоргадзе и его сторонники — члены партии «Справедливость» и сочувствующие им — вели политическую борьбу с властями Грузии, или, как они называли, с режимом Саакашвили. К середине 2006 года сторонники Гиоргадзе уже собирали 10 тысячные митинги протеста и стали значительной оппозиционной силой.
В феврале 2006 года Гиоргадзе заявил о формировании в Грузии оппозиции Саакашвили.
24 мая 2006 года устроил в Москве пресс-конференцию, однако официального признания нахождения разыскиваемого по обвинению в терроризме Гиоргадзе на территории РФ со стороны российских властей не последовало.
6 сентября 2006 года в 05:00 силовые структуры Грузии провели масштабную спецоперацию по задержанию 30 лидеров партии «Справедливость», 13 из них впоследствии были осуждены по обвинению в подготовке государственного переворота военным путём, в том числе близкая родственница Гиоргадзе, Майя Топурия — мать-одиночка троих несовершеннолетних детей. Одна из задержанных, лидер движения «Антисорос» Майя Николеишвили дала признательные показания, компрометирующие руководство партии «Справедливость» об имевшей место подготовке государственного переворота. На следующий день после свидетельств Николеишвили была отпущена под залог в 10 тысяч лари (примерно 5 тыс. долларов США). 13 сторонников Гиоргадзе суд признал виновными в попытке вооружённого свержения власти, их приговорили к срокам заключения от 2 до 8,5 лет тюрьмы.
В марте 2016 года Генеральный секретариат Интерпола рассмотрел представленные адвокатами Гиоргадзе материалами о его «незаконном» преследовании на протяжении 21 года по политическим мотивам и принял решение о снятии международного розыска с Гиоргадзе, о чём были оповещены все 190 государств-членов Интерпола.
В настоящее время в Грузии идёт заочный процесс, инициированный адвокатами Гиоргадзе, с тем, чтобы в правовом поле решить вопрос его возвращения на родину в Грузию.
На протяжении всего периода политической эмиграции Гиоргадзе не принял гражданства ни одной из 8 стран, где он вынужден был скрываться. На настоящий момент Гиоргадзе остаётся гражданином Грузии и руководит в Москве региональным общественным движением «Грузия за рубежом».

## Семья
Игорь Гиоргадзе женат, имеет сына и дочь.